# Корунский (Брянская область)
Корунский — поселок в Мглинском районе Брянской области в составе Ветлевского сельского поселения.

## География
Находится в северо-западной части Брянской области на расстоянии приблизительно 11 км на восток-юго-восток по прямой от районного центра города Мглин.

## История
Упоминался с 1930-х годов. На карте 1941 года отмечен был как часть населенного пункта Хохловщина.

## Население
Численность населения: 22 человека (русские 100 %) в 2002 году, 13 в 2010.